# گرگر، آدیامان
گرگر (به ترکی استانبولی: Gerger) یک منطقهٔ مسکونی در ترکیه است که در استان آدیامان واقع شده‌است.